# Rhombophryne testudo
Rhombophryne testudo är en groddjursart som beskrevs av Oskar Boettger 1880. Rhombophryne testudo ingår i släktet Rhombophryne och familjen Microhylidae. IUCN kategoriserar arten globalt som sårbar. Inga underarter finns listade i Catalogue of Life.